# Iglesia de San Vitale Martire
La Iglesia de Santa Vitale Martire es un edificio destinado al culto católico de la ciudad de Nápoles, Italia, localizado en el barrio de Fuorigrotta.

## Historia

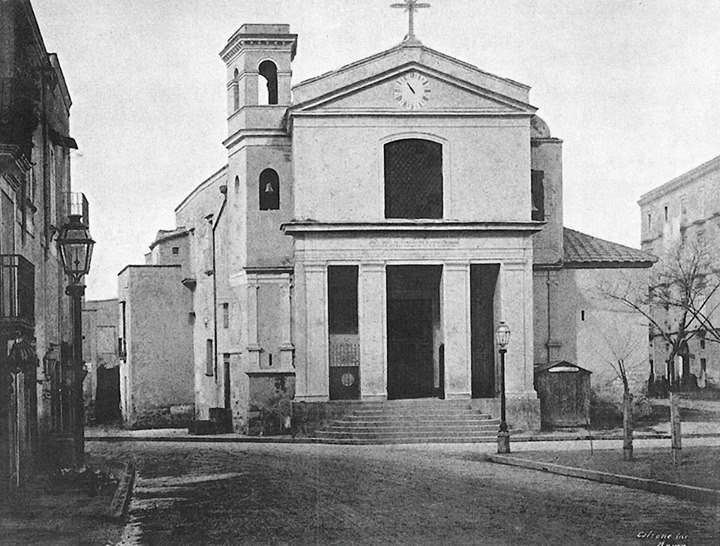
La antigua iglesia antes de la restauración de Breglia.

La existencia de una iglesia u oratorio dedicado a San Vital mártir en la zona de Fuorigrotta está documentada desde 985, gracias a un acta notarial; su culto llegó a Nápoles probablemente cuando esta ciudad y su territorio eran un Ducado bizantino dependiente de Rávena, centro del poder bizantino en Italia, donde se veneraba el santo.
Otro documento, que se remonta al siglo XVI, también hace referencia al topónimo de San Vitale en Fuorigrotta: aunque no se sabe si se trata de otro templo o de la misma iglesia ya existente en 985, eso testimonia la permanencia del culto de San Vital en dicha localidad. La iglesia fue sede de la consagración episcopal del cardenal Pascual de Aragón, virrey de Nápoles, el 28 de febrero de 1666.

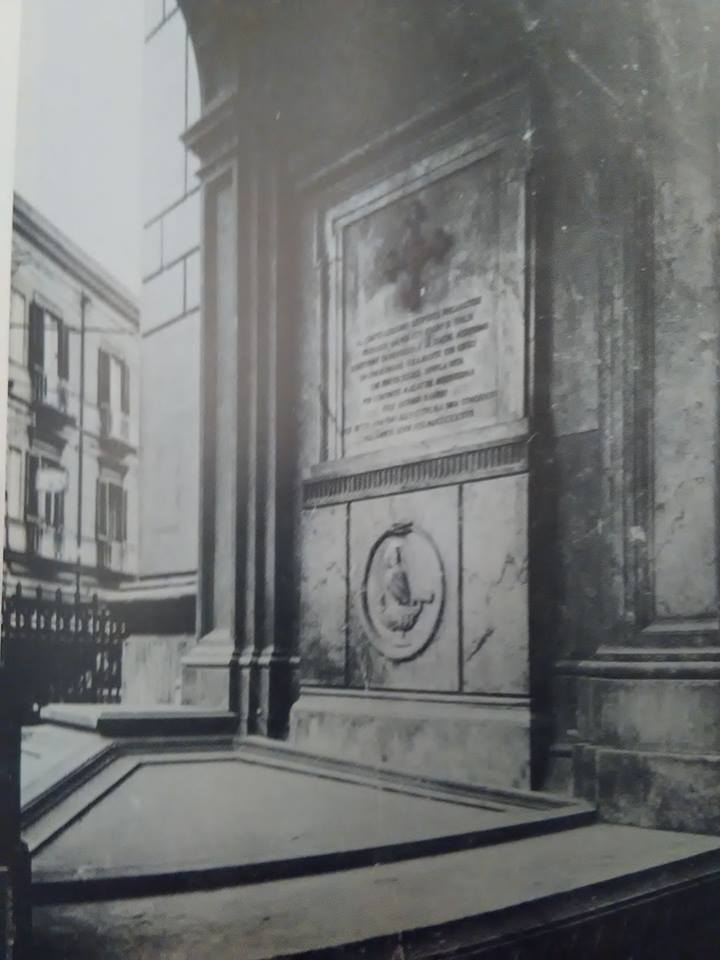
El sepulcro parietal de Giacomo Leopardi en el pronaos.

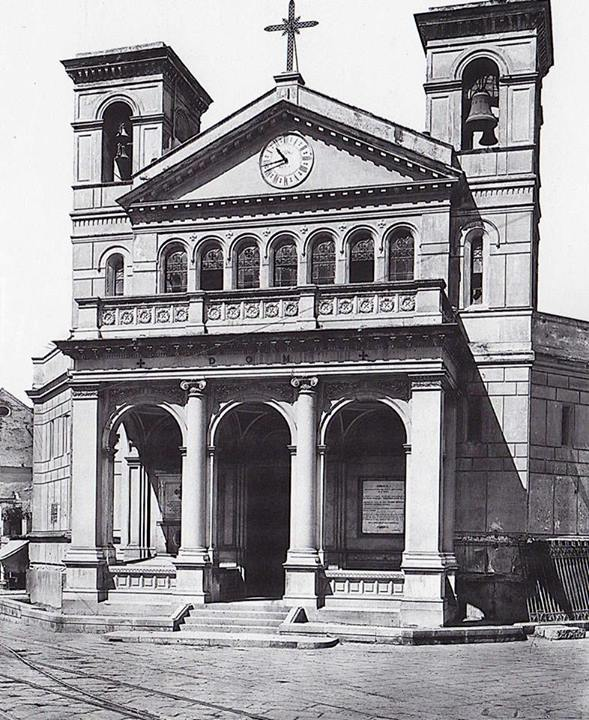
La antigua iglesia después de la restauración de la fachada.

En su interior fue enterrado el poeta Giacomo Leopardi; en 1844, el sepulcro fue trasladado en el pronaos y transformado en parietal con diseño de Michele Ruggiero y a cuenta de Antonio Ranieri. En la lápida fue puesta una inscripción de otro amigo de Leopardi, el escritor Pietro Giordani. En 1897, la tumba de Leopardi fue declarada monumento nacional por ley y se estableció la reestructuración de la fachada y del pronaos, con proyecto de Nicola Breglia; las obras terminaron en 1900. El 29 de junio de 1902, se inauguró el renovado monumento sepulcral de Leopardi. El nombre de la plaza enfrente de la iglesia, que se llamaba Piazza San Vitale, fue transformado en Piazza Giacomo Leopardi para honrar ulteriormente al poeta.
El templo fue demolido en 1939 para permitir la construcción del nuevo Viale Augusto y de Piazza del Littorio (hoy llamada Piazza Italia), en el marco de los trabajos de saneamiento urbano de esa zona. Los restos de Leopardi fueron trasladados en el Parque Vergiliano a Piedigrotta el 22 de febrero del mismo año. En la posguerra, la iglesia fue reconstruida en un lugar diferente, con proyecto de Ferdinando Chiaromonte. Para el nuevo ensanche, que se encuentra a lo largo de Viale Augusto, fue recuperado el viejo nombre de Piazza San Vitale. Las obras continuaron hasta los años 1960: finalmente, el 1 de julio de 1963 el Ayuntamiento de Nápoles entregó las llaves de la iglesia al curato Francesco Siviglia.

## Descripción
En el interior, la iglesia alberga dos pinturas del pintor barroco Paolo de Matteis, Il Trionfo di Giuditta e Il Trionfo di Davide, herencia de la antigua iglesia.
En el exterior, cabe destacar la cúpula inspirada en la de la Catedral de Santa María del Fiore en Florencia. En 1996 fue colocado un órgano de grandes dimensiones, realizado por los hermanos Ruffatti de Padua.